# FC Malters
FC Malters is een Zwitserse voetbalclub uit Malters. De club komt momenteel uit in de 2. Liga Interregional, het 5de niveau van het Zwitserse voetbal.